# Verbindungsbüro des Europäischen Parlaments in Österreich

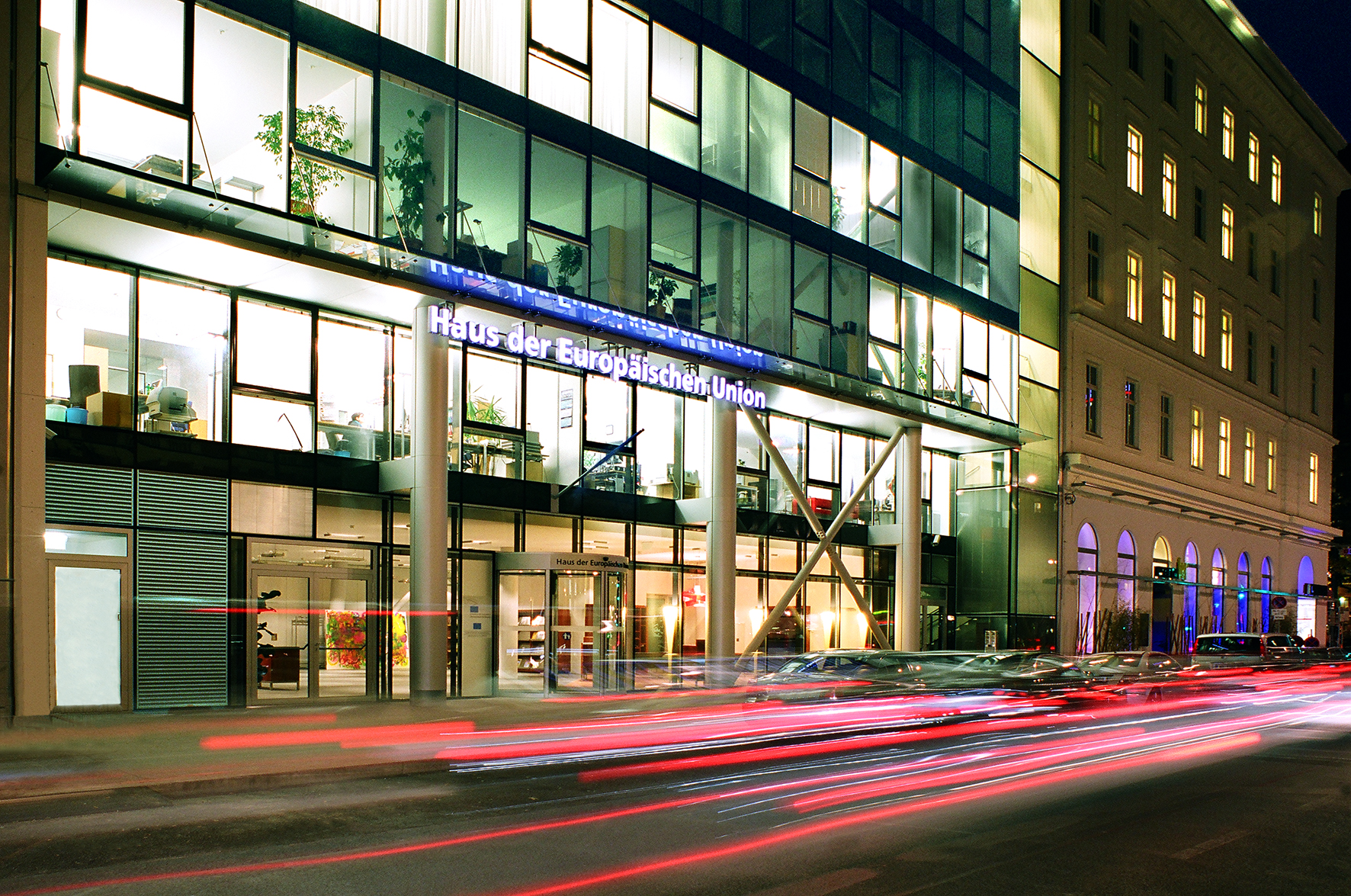
Haus der Europäischen Union in der Wipplingerstraße in Wien

Das Verbindungsbüro des Europäischen Parlaments in Österreich (ehemals Informationsbüro des Europäischen Parlaments in Österreich) ist eines von 36 Verbindungsbüros, die das Europäische Parlament in den Hauptstädten der Mitgliedsstaaten der Europäischen Union und weiteren wichtigen regionalen Standorten betreibt. Es befindet sich in Wien.
Das Verbindungsbüro in Wien wurde mit dem Beitritt Österreichs zur Europäischen Union 1995 gegründet. Es dient als Bindeglied zwischen dem Europäischen Parlament und der österreichischen Öffentlichkeit.

## Tätigkeiten
Die Hauptaufgabe des Verbindungsbüros besteht in der Informations- und Öffentlichkeitsarbeit gegenüber den Bürgern. Das Büro informiert über die Tätigkeiten des Europäischen Parlaments und der Europaabgeordneten mit besonderer Berücksichtigung der Bedeutung für Österreich.
Zu den Tätigkeiten des Büros zählen die Beantwortung von Fragen zum Europäischen Parlament, die Unterstützung bei Recherchen zur Europäischen Union und die regelmäßige Öffentlichkeitsarbeit über das Internet.
Außerdem organisiert das Verbindungsbüro in regelmäßigen Abständen Veranstaltungen zu europäischen Themen, führt Presse- und Medienarbeit durch und erstellt laufend Publikationen und Broschüren, die kostenlos aufgelegt werden.
Die Jahresberichte über die Tätigkeiten des Verbindungsbüros sowie die aktuellen Kontaktdaten des Teams können auf der Website des Verbindungsbüros aufgerufen werden.

## Haus der Europäischen Union

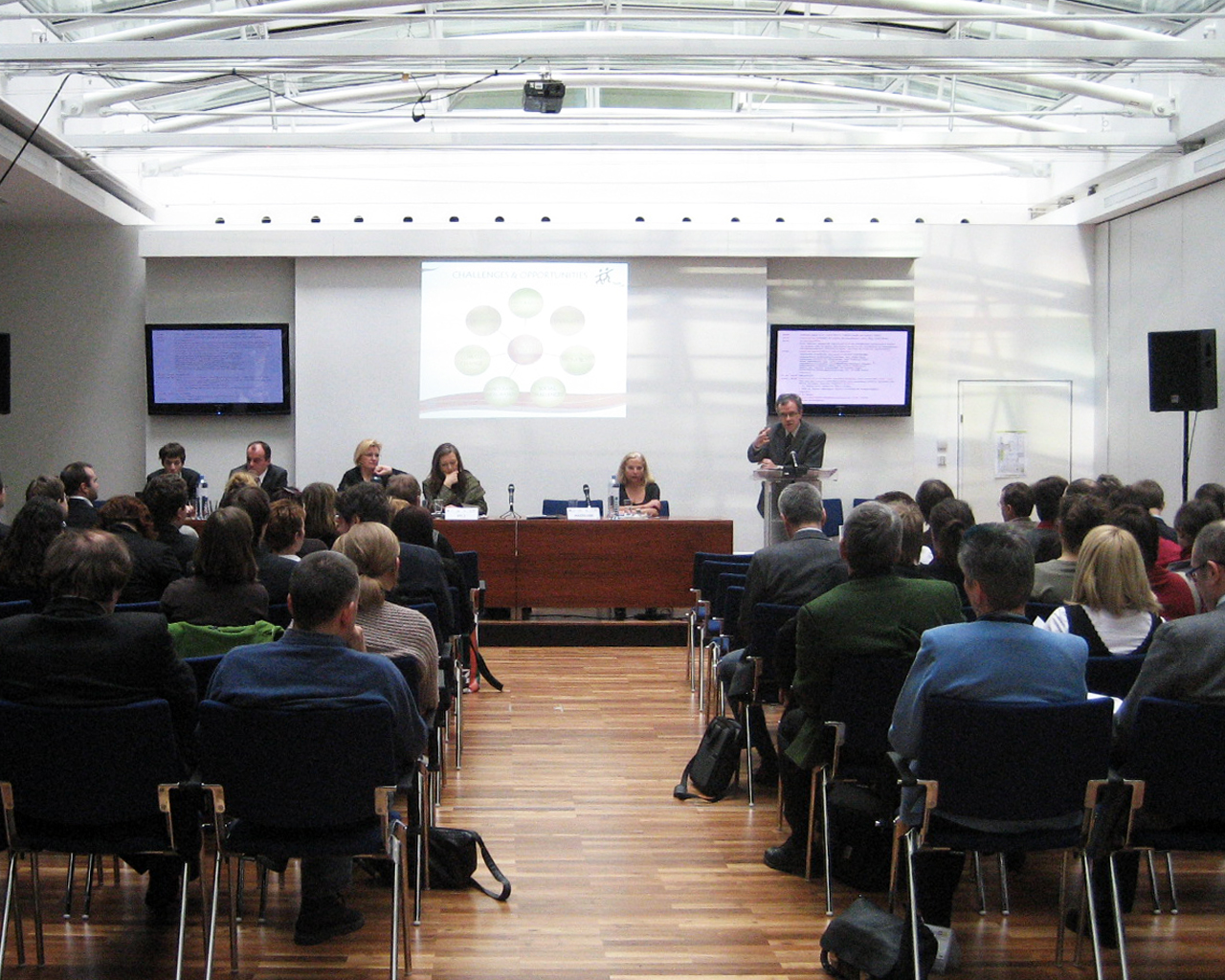
Veranstaltung im Haus der Europäischen Union

Das Verbindungsbüro befindet sich im Haus der Europäischen Union in Wien, Wipplingerstraße 35 (Bezirk Innere Stadt) in unmittelbarer Nähe der Wiener Börse. In dem Gebäude befindet sich auch die Vertretung der Europäischen Kommission in Österreich. Vor der Eröffnung des neuen Gebäudes am 16. Oktober 2009 war das Verbindungsbüro in der Hoyosgasse bzw. ab 1996 am Kärntner Ring untergebracht.
Das Haus der Europäischen Union bietet nicht nur Räumlichkeiten für die Vertretungen der EU-Institutionen, sondern dient im Erdgeschoß auch als zentrale Anlaufstelle für Bürger. Das Gebäude verfügt neben Büros und Sitzungsräumen auch über einen Veranstaltungssaal für bis zu 150 Personen im Erdgeschoß sowie über eine Lobby, in der kostenloses Informationsmaterial über die Europäische Union aufliegt.
Im öffentlichen Teil des Gebäudes finden in regelmäßigen Abständen Vorträge, Präsentationen und Diskussionsveranstaltungen zu Fragen der Europäischen Union statt. Zudem stellt das Haus der Europäischen Union den Veranstaltungssaal Gruppen und Organisationen für Veranstaltungen mit Europabezug zur Verfügung.

## Erlebnis Europa
In einer feierlichen Zeremonie wurde am 26. Mai 2023 in der Wiener Rotenturmstraße 19 die interaktive Dauerausstellung „Erlebnis Europa“ unter anderem von der Präsidentin des Europäischen Parlaments, Roberta Metsola und Bundespräsident Alexander Van der Bellen eröffnet.

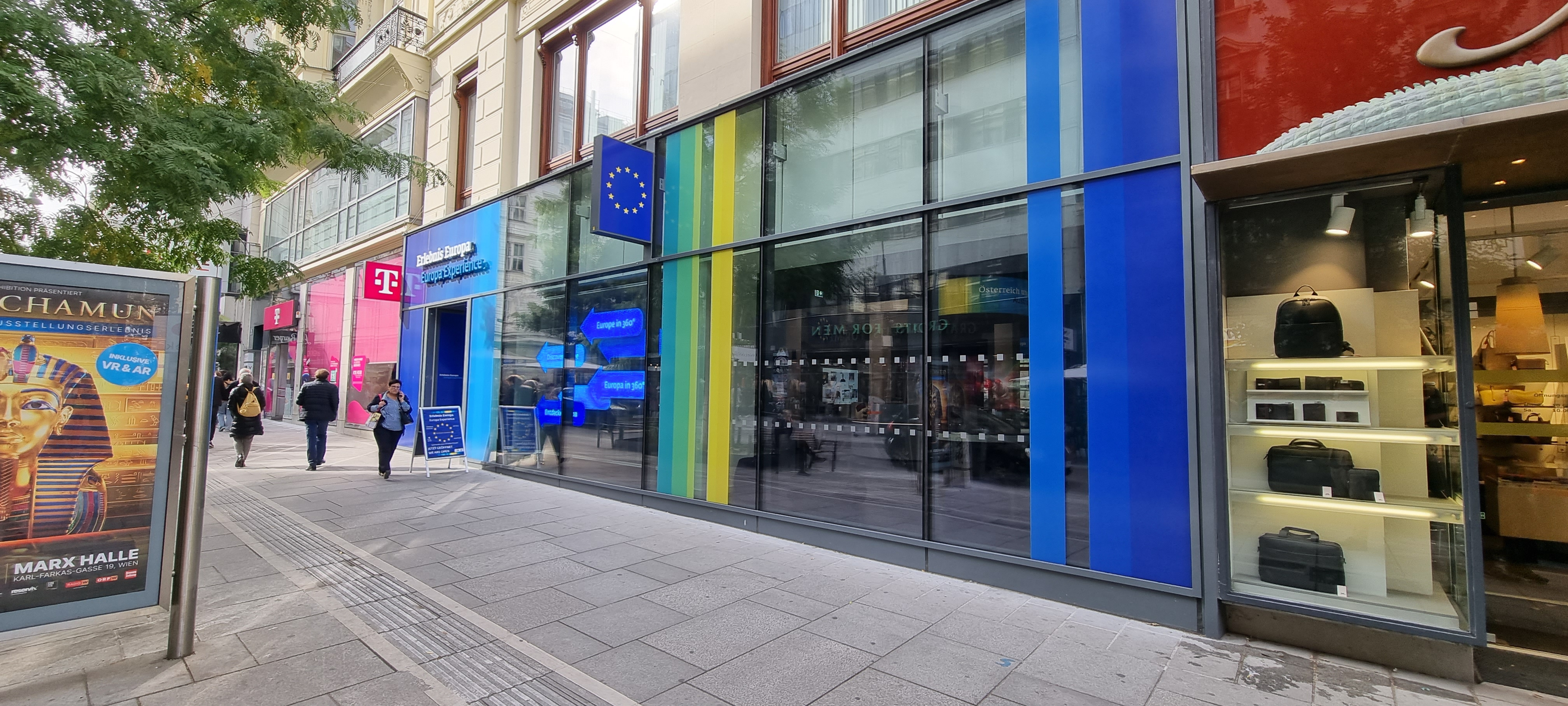
Das „Erlebnis Europa“ in der Rotenturmstraße 19 in Wien

Im „Erlebnis Europa“ können Interessierte an verschiedenen multimedialen Stationen Geschichten und Errungenschaften von Europäern kennenlernen und darüber hinaus erfahren, welche Prioritäten die europäische Politik in Österreich verfolgt und wie Österreich am europäischen Projekt mitwirkt. Ein 360°-Kino gibt Einblicke in die Plenarsitzungen des Europäischen Parlaments in Straßburg und die aktuellen Herausforderungen, denen sich Europa zu stellen hat. Gruppen und Schulklassen haben im sogenannten Rollenspiel die Möglichkeit, an einer Simulation der Parlamentsarbeit teilzunehmen und selbst als Parlamentarier zu agieren. Es gibt auch verschiedene Quiz, welche die Besucher durch die gesamte Ausstellung führen und bei denen diese diverse Preise gewinnen können. Die Räumlichkeiten des „Erlebnis Europa“ bietet auch die Möglichkeit verschiedenste Events und Veranstaltungen zu beherbergen.

## Leiter des Verbindungsbüros
- 1995–1996: Hans-Peter Ott
- 1996–2007: Michael Reinprecht
- 2007–2009: Wolfgang Hiller
- 2010–2019: Georg Pfeifer
- Seit dem 1. Jänner 2020: Frank Piplat